# Gyranusoidea orcades
Gyranusoidea orcades är en stekelart som beskrevs av John S. Noyes och Hayat 1994. Gyranusoidea orcades ingår i släktet Gyranusoidea och familjen sköldlussteklar. Inga underarter finns listade i Catalogue of Life.